# 日純 (中山門流)
日純は江戸時代後期の僧侶。日蓮宗法華経寺貫首。別名は日啓。
江戸幕府第11代将軍徳川家斉の寵愛を受けた側室専行院の実父として知られる。

## 生涯
元は正栄山仏性寺の役僧で、後に中山法華経寺の智泉院の住職となったとされている。
中野家の菩提寺が当時日啓が役僧を務めていた仏性寺であったことが縁となり、娘の伊根（後の美代）は駿河台の中野清茂の屋敷へ奉公に上がったが、のち清茂の養女として大奥へ奉公に上がった。
将軍家斉の寵愛を受けるようになった娘の美代は日純が住職を務める智泉院を将軍家の御祈祷所にした上、普段は外出を許されない大奥の女中たちを、お参りを口実にして智泉院へたびたび息抜きに訪れさせるように仕向けた。智泉院では訪れる大奥女中たちを夢中にさせ、何度も再訪させようと、若い美僧を揃えて接待役にしたと伝わる。この智泉院での大奥の女性たちの若い僧との密会・遊興は次第にエスカレートし、問題視された。
尚、これまで上記と同様のことが、お美代が家斉にねだって建てさせ、日啓が住職を務めていたとされる感応寺でも行われていたと信じられてきたが、これは大谷木醇堂の「燈前一睡夢」で智泉院での密通事件と感応寺破却の一件が混同され、また同書を参考にした三田村鳶魚の著書によって流布された誤解であるとされる。日純が感応寺の住職になったという事実はなく、感応寺は池上本門寺の末寺として成立した寺であり、法系が異なる中山法華経寺の日純が住職になるのはあり得ないとして、現在では否定されている。
12代将軍徳川家慶が政治を行うようになると、老中首座の水野忠邦が天保の改革を開始し、手始めに家斉のいわゆる「大御所時代」に頽廃した綱紀の粛正に乗り出した。忠邦は寺社奉行阿部正弘に命じ、智泉院の摘発を行い（智泉院事件）、住職であった日純は捕縛され、遠島に処された（刑執行前に獄死）。